# Indra, korunní princezna nepálská
Indra, korunní princezna nepálská (25. července 1926 – 4. září 1950) byla konkubína Mahéndry, nepálského korunního prince. Byla matkou dvou nepálských králů, Biréndry a Gjánéndry.

## Život
Indra byla první manželkou nepálského korunního prince Mahéndry. Pocházela z aristokratické rodiny Rana; byla dcerou generála Hari Šamsera Jang Bahadura Rany a jeho manželky Meghy Kumari Rajya Lakšmí.
Za prince Mahéndru se provdala 8. června 1940 ve věku 14 let, zemřela však o 10 let později. Princovi porodila tři syny a tři dcery. Ve věku 24 let podlehla poporodnímu krvácení, když porodila své šesté dítě, prince Dhirendru. Úmrtí princezny Indry vedlo k tomu, že byla zřízena první královská porodnice, nad jejímž vchodem je Indra vyobrazena. Otevřena byla 17. srpna 1959.
Dva roky po její smrti se Mahéndra oženil s její mladší sestrou Ratnou. Z tohoto sňatku nevzešli žádní potomci.